# Дождаться Годо
«Дождаться Годо» — альбом Вадима Курылёва, четвёртый авторский по счёту. Название происходит от пьесы Сэмюэла Беккета «В ожидании Годо».

## О создании
Запись произведена в апреле-мае 2001 года в новом помещении студии «ДДТ», но на остатках старого оборудования, в тяжелой трудовой обстановке, звукорежиссёры — Игорь Сорокин, Александр Бровко, Вячеслав Евдокимов. 28 ноября 2001 г. «Дождаться Годо» был издан на кассетах фирмой «Manchester Files», затем вышел как компакт-диск под лейблом «АнТроп», мастеринг — Дмитрий Атаулин.
Курылёв понимал, что качество звучания будет невысокое, но не стал откладывать запись до лучших времен, так как грязноватый звук вполне подходил к некоммерческой идеологии альбома.
Произведение получилось несколько громоздким и затянутым — Вадим включил в него все записанные на тот момент песни, так как не был уверен, что может их куда-то ещё «пристроить» в ближайшее время. Ещё один шаг к слушателю произошёл, когда радиостанция «Наше Радио» взяла, без согласия Курылёва, в ротацию песню «Харакири», которая поднималась до пятой строки в «Чартовой дюжине». Этот трек попал также на сборник «Наши в городе. Том 1», изданный на CD и MC лейблом «Real Records».
По большей части, в этом альбоме отражено увлечение Курылёва гаражным стилем и определённой литературой. Песни далеки от того, что можно было услышать в «Булавке для бабочки». Звуки жесткие и агрессивные, менее мелодичные. Лирический герой автора-исполнителя, пройдя через жизненные испытания, повзрослел, превратился в «степного волка». Чаще всего преобладало психоделическое настроение с помощью гитар и образных поэтических строк («Белая песня»). Некоторые композиции посвящены Санкт-Петербургу («Судьбы и стены»). Иногда возникают тяжёлые психологические ощущения — слишком мастерский и глубокий пессимизм. И тем приятно неожиданно находить там песни, вызывающие светлые и теплые чувства. Это, например, «Последний Адам», написанный под впечатлением Милорада Павича. Во всех этих произведениях переплетено очень много граней, перечислить просто невозможно, и как обычно бывает в таких случаях — долго слушать не рекомендуется.
Такими красками передаются два главных образа в альбоме: первый — город, второй — человек в городе. Это ощущение одиночества личности в мегаполисе. Есть песни, которые сочинялись во время прогулок по старой части Петербурга. Излюбленный маршрут — от площади Восстания по Невскому до Фонтанки и Летнего сада, через него на набережную Робеспьера до Дворцового моста. Дальше поворот на Дворцовую площадь и Невский. Мечта Вадима — обзавестись жильём с видом на Неву. Альбом Дождаться Годо он называет литературным роком: такой термин внутри «ДДТ».
«Меня обвиняют в том, что „Судьбы и стены“ похожи на Гребенщикова. Хотя такой жанр — бобдилановский, балладный — не сам БГ придумал. Другое дело, песня — городская, питерская. Ну, что делать, я тоже люблю Дилана и Петербург. „Асфальтовый ветер“ получилась немного пафосной, я так, спустя время, думаю. „Беглец“ — самая ранняя песня, написана сразу после записи альбома „Булавка для бабочки“. Стилистически она выпадает из новой пластинки, такой гитарный поп чистой воды — не хотелось грустно заканчивать альбом. Меня порадовал номер „Старые сны“, в последний момент его записали. На мой взгляд, его не хватало — там я просто читаю стихи. Рок-н-ролльная „Конец, Света!“, припанкованная с мрачноватым юмором. „Харакири“ — песня обо мне, о том, что человек ради рок-музыки готов отдать всё — и силы, и здоровье, фактически сделать себе харакири.
Все мои песни личные в одинаковой степени. „Одиночества век“ — строчка посвящена, скорее, Маркесу. Это книга — первая, по-настоящему потрясшая меня. Ещё некоторые стали для меня эпохальными — „Замок“ Кафки. В предварительных черновых записях „Белой песни“ была скрипка Никиты Зайцева. Длинный психоделический проигрыш. Диалог моей гитары и его скрипки. Но, к сожалению, по техническим качественным параметрам, ставить в таком виде песню в альбом я побоялся».
Вадим о своей работе рассказывал так: «Альбом стал записываться в 1999 году. Больной момент в истории человечества. Я увлекся авангардом, абсурдизмом, футуризмом. Рисовал много. И в „Дождаться Годо“ постарался передать свои ощущения и мысли. Состояние человека на рубеже тысячелетий. Оказалось, что ощущения достаточно тяжёлые. Но такое изначально и задумывалось. В разработке программы участвовал Никита Зайцев, но к записи приступили уже без него. Планы были нарушены. Я не стал ничем заменять его скрипку. Может быть, поэтому некоторые песни производят впечатление незаконченных. Оставил место для фантазии. Пусть слушатели воображают, что там звучит. Конечно, это мрачные песни, но такой стиль. Строгий романтизм, черно-белый, на рок-н-ролльном грунте. Не будешь же под тягучий фузовый рифф петь: „Музыка наполнит нас любовью“, нонсенс. Единственный главный и бесспорный минус, что альбом вышел на два года позже, чем должен. Если бы это произошло в любой другой момент, а не на рубеже веков, разница в 2-3 года не была бы болезненная. Получился альбом начала века. В этом и есть главный диссонанс — встретить новый век я хотел по-другому. В первую очередь, не прощу этого сам себе. А тяжело действительно было потому, что очень долго все тянулось. Альбом я успел десять раз возненавидеть за время записи, и это не могло не отразиться на конечном результате. Не играю панк-рок. Как бы мне этого не хотелось. Две-три песни в стиле поп-панк — этого не достаточно. Нет, о конце света слишком щекотливая тема, плохая шутка. Поэзия — опасная вещь, как напишешь, так и будет. Бровко трепал мне нервы. А я ему. Без продюсера нельзя. Когда работал над „Дождаться Годо“, моим кумиром в музыке был Лу Рид. Думаю, это сказалось на том, что альбом литературизированный. „Ожидание Годо“ — процесс без начала и конца. Дождаться — глагол совершенного вида. Но если вдуматься, звучит более абсурдно, чем „В ожидании“, потому что дождаться его практически невозможно. „Степной волк“ Германа Гессе — тоже одна из моих любимых книг, и, кажется, рок-н-ролльная. Сама песня решена в традиционном роковом блюзе, но нарочито неряшливо сыгранная, по-панковски, я называю это „гаражный блюз“. Всё кривовато и в то же время нервно, болезненно, но очень живо».
Автор дополнял про альбом: «Он посвящён не только мостам и стенам, но и внутреннему миру человека, живущего в городе. В повседневности мы редко задумываемся о метафизической связи наших душ с этим местом на земле, которое называется Петербургом. Город предлагает нам духовную наполненность жизни взамен материальной. Нет денег, плохо с жильем, но зато ты живешь как бы в музее. Плохой климат отнимает здоровье, но чувствуешь себя здесь частью истории. Большинство этих песен за небольшим исключением написаны в Петербурге. Например, текст „Последнего Адама“ я написал в Екатеринбурге, во время гастролей. Частые отъезды только помогают понять и полюбить этот город. По-настоящему полюбил его, когда мне довелось прожить несколько лет в Москве.
Я хотел создать литературно-психоделический цикл рок-песен. Музыкой назвать трудно. Не так важно, куда стилистически отнести, к русскому року или альтернативе. В идеале хотел совместить понятия. По сути, это авторская песня, с использованием элементов разных эпох: от хард-рока конца 1960-х до пост-гранжа конца 1990-х. Условно я назвал все это „пост-рок“. Многие песни навеяны любимыми книгами, но не стоит напрямую связывать их. Так „Степной волк“ — это не герой Гессе, а скорее я сам, идущий по Петербургу темным осенним вечером домой со студии. В „Дождаться Годо“ очень мало от пьесы Беккета, разве только ощущение абсурдности жизни. Это история без конкретных прототипов, просто мне хотелось написать песню-рассказ, немного грустную и трогательную, почти бытовую, действие которой происходило бы всего на протяжении нескольких часов. Главных героев двое, чего хотят от жизни, они также не понимают. В финале Годо так и не приходит, занавес, спектакль окончен — ожидание продолжается. Многие песни я буквально прочитал между строк у Павича, перенеся их, так сказать, на петербургскую топкую почву. Получилось мрачновато, но как раз то, что нужно.
Все это задумывалось как „живой“ концертный проект, который без группы был бы просто невозможен. Мы и записывать всё хотели „вживую“, но это оказалось технически невыполнимо. Поэтому получилась студийная версия, хорошо сыгранная, но более „мертвая“. Паша Борисов меня всегда поддерживал в трудную минуту, Коля Першин, который ненавидит панк-рок, но мужественно выполнял все, что от него хотели, Игорь Доценко, спасавший ситуацию, когда она казалась безвыходной, Саша Бровко, который находил время сидеть со мной на студии по ночам в качестве звукорежиссёра, Игорь Сорокин, с которым мы всё это, в конце концов, свели и отмастерили. Было, конечно, интересней с Никитой, но ему не надо репетировать, он играл сразу и был настолько исключительный и оригинальный, что заменить его просто невозможно. Поэтому играем втроем. У нас достаточно мобильная группа, маленькая. Мы выступаем иногда по клубам».
В начале 2002 года, в течение двух часов, на первом этаже новой студии «ДДТ» на 4-й Советской улице в Санкт-Петербурге проходили съёмки низкобюджетного клипа на песню «Харакири». Киноплёнка с отснятым и проявленным материалом пролежала в коробках меньше трёх лет. Режиссёр и оператор Олег Флянгольц мастерски сделал видео на совсем короткие фирменные куски, оставшиеся от съёмок клипа «ДДТ» «Она». В кадр попали музыканты Курылёв-бэнда — Николай Першин и Павел Борисов. На тот момент активная концертная деятельность «ДДТ» не позволяла проводить концерты «параллельного» проекта. Так получилось, что это был последний раз, когда подобный состав собирался вместе. В августе 2004 года удалось перегнать исходные материалы с плёнки на цифровой носитель. Это дало возможность произвести монтаж, который Олег Флянгольц и Максим Зорин совершили вместе, несмотря на то, что живут в разных городах. Цветокоррекция — также М. Зорин.

## Обложка
В оформлении использована фотография, сделанная Олегом Флянгольцем на концерте Курылёв-бэнда.

## Список композиций
Музыка и тексты — Вадим Курылёв.
1. Асфальтовый ветер
2. Харакири
3. Красили небо
4. Последний Адам
5. Плохой сон
6. Судьбы и стены
7. Войны за Любовь
8. Старые сны
9. Степной Волк
10. Конец, Света!
11. Белая песня
12. Остывший мир
13. Дождаться Годо
14. Беглец

Бонус CD-издания 2019 года
1. Эпилог (демозапись на студии ДДТ, 1999 г.)

## Участники записи
- Вадим Курылёв — вокал, бэк-вокал, гитара, бас-гитара (1, 2, 5, 6, 11, 13, 14), клавиши (4, 6, 11, 13, 14)
- Павел Борисов — бас-гитара (3, 4, 7, 8, 9, 10, 12, 14)
- Николай Першин — барабаны (3, 4, 7, 9, 10, 12, 14)
- Игорь Доценко — барабаны (1, 2, 5, 8, 11)
- Никита Зайцев — скрипка («Эпилог»)

## Детали издания
Комментарии Вадима Курылёва.
- «Конец, Света!» — Эта песня посвящена конкретной Свете, но диалог с ней я веду не от своего лица, а от лица другого человека — тоже конкретного. Я не подбираю слова просто так, и здесь, скорее, не аллегория, а игра слов. Но не надо меня спрашивать, о ком эта песня — это абсолютно не важно. Конкретные причины возникновения образов не всегда хочется раскрывать — ведь это ограничивает восприятие песни слушателем. Песня написана в 1999 году, когда солнечное затмение 11 августа совпало с «Крестом планет». Астрология считает «Крест планет» знаком войны и страшных перемен[11].
- «Дождаться Годо» «спрятана» таким образом, что её можно услышать только прослушав или промотав предыдущую песню, а на месте 13 трека — тишина. Поскольку в пьесе Беккета сам Годо так и не появляется, я решил, что хорошо бы разместить просто кусок тишины. Таким образом ещё хотел подчеркнуть, что отдельно слушать не стоит[12]. Конкретных прототипов не было. Просто я хотел написать песню-историю в духе Сержа Генсбура или Ника Кейва. Возможно, для завязки сюжета использовал похожую историю из собственной жизни, конечно, без такого печального финала[13].
- Рифф из «Асфальтового ветра» взят с трека «Бой» на альбоме «Боливия»[14].
- В 2011 году группа «Электрические партизаны» записала Харакири в другой аранжировке.
- Песни из данного альбома Курылёв исполнял нечасто. Это связано с тем, что автор «даже однажды слышал, как в переходе девочка пела под гитару песню „Харакири“. Раз её поют в переходах, то это уже попса»[15].
- В 2019 году альбом был переиздан в авторском оформлении: минималистичная обложка в виде чёрного прямоугольника плюс дополнительный трек — отрывок записи «Белой песни» с участием Никиты Зайцева[16].